# ПАЗ-4234
ПАЗ-4234 — російський високопідлоговий автобус середнього класу. Виробляється на заводі «Павловський автобусний завод» з 2002 року. Експлуатується в країнах: Росія, Україна, Білорусь, Казахстан, Молдова. За основу цієї моделі був взятий ПАЗ-3205, який будується ще з 1989 року, від якого ПАЗ-4234 відрізняється на одну віконну секцію і використовуванням двигуна ММЗ Д-245.9. Без модифікацій станом на 7 травня 2021 року побудовано 9 005 автобусів.

## Модифікації
- ПАЗ-423470-РАП — варіант шкільного автобуса. КПП: «ГАЗ» механічна, 4-ступінчаста, чи «СААЗ» механічна, 5-ступінчаста.
- ПАЗ-4234-РАП — варіант дизельного автобуса з білоруськими комплектуючими. КПП: «СААЗ» — 3206 механічна, 5-ступінчаста[1].
- АМК-4234-РАП — варіант автомобільного медичного комплексу на базі автобуса ПАЗ-4234-РАП. Випускається з 2015 року[2].
- АЛС-4234-РАП — автолавка на базі автобуса ПАЗ-4234-РАП.
- ПАЗ-4234-04 — варіант приміського автобуса, місць на 1 більше (звичайна модель — 30, а ця модифікація — 31). Передня частина автобуса відрізняється від заводської. Двигун ЯМЗ 53423 EGR. Випускається з 2010 року. Всього було випущено 1 891 автобусів[3].
- ПАЗ-4234-05 — аналогічний варіант автобуса 4234-04. Двигун Cummins. Випускається з 2009 року. Всього було випущено 1 863 автобусів[4].
- ПАЗ-Р 4234 — будується в місті Борисов. Побудовано 100 автобусів[5].

## Конкуренти
- БАЗ-А079
- Богдан А092
- ЗАЗ А07А
- ГалАЗ-3207
- ГалАЗ-3209
- Рута 43

## Галерея

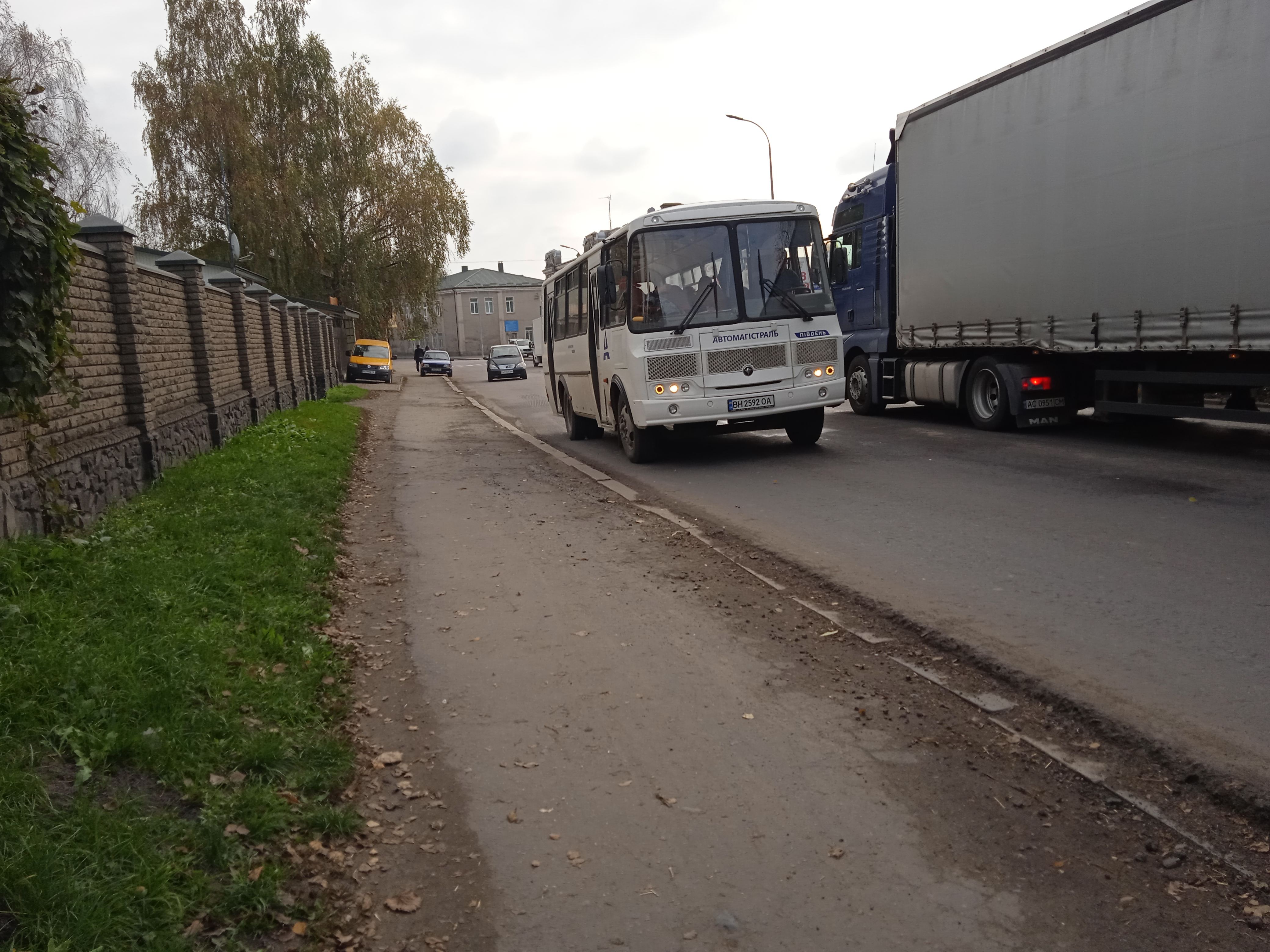
ПАЗ-Р 4234 в місті Володимир-Волинський
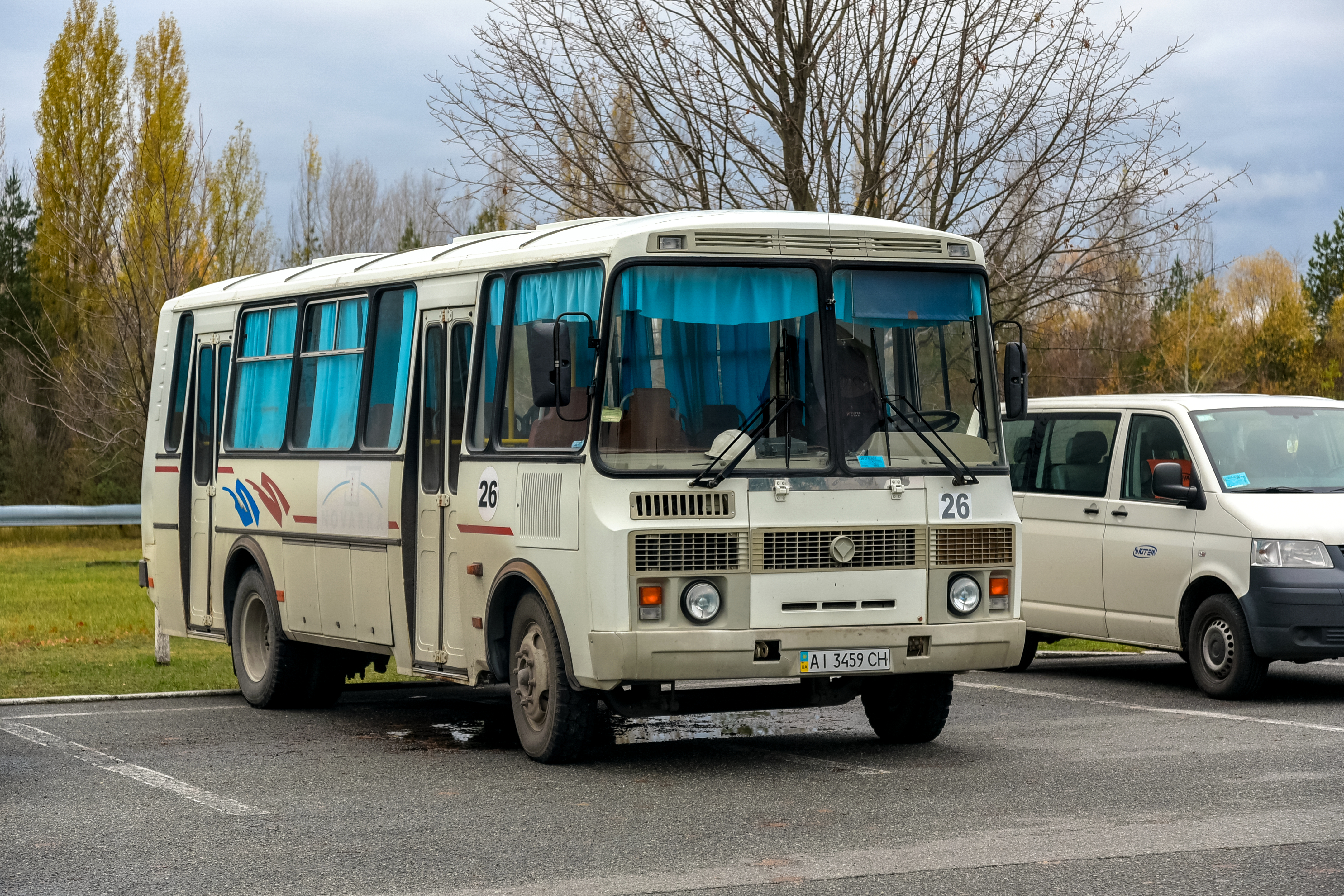
ПАЗ-4234 в місті Чорнобиль